# Schloss Litomyšl

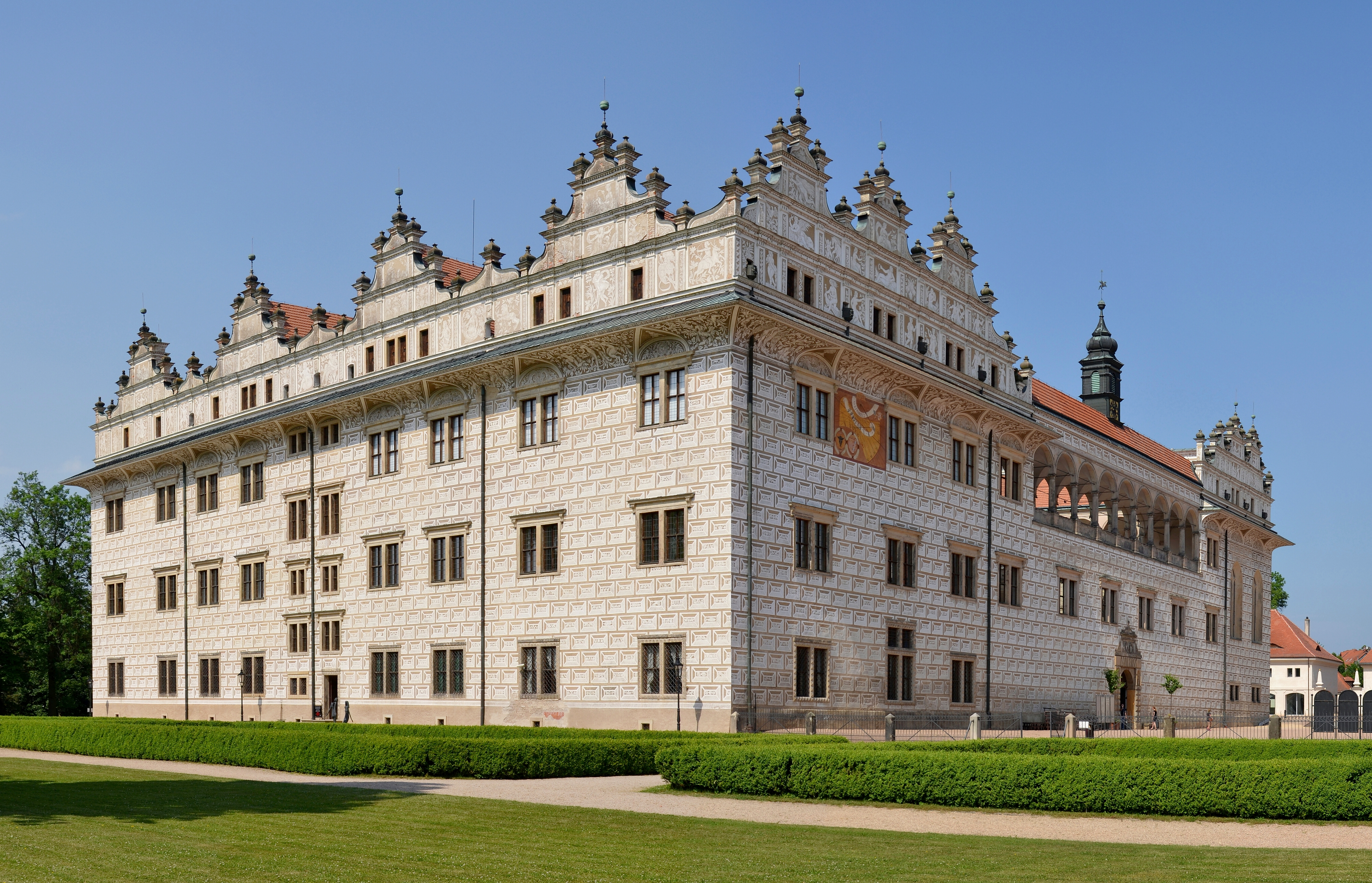
Schloss Leitomischl

Schloss Leitomischl (tschechisch Zámek Litomyšl) im böhmischen Litomyšl (deutsch Leitomischl) ist eines der bedeutendsten Renaissance-Schlösser in Tschechien. Es wurde 1962 zum Nationalen Kulturdenkmal und 1999 zur UNESCO-Welterbestätte erklärt.

## Geschichte
Das Schloss entstand vermutlich an der Stelle einer slawischen Burgstätte, die die Slavnikiden im 10. Jahrhundert errichtet haben sollen und die nach 1432 zum Besitz der Kostka von Postupice gehörte. Nachdem Bohuš von Postupice 1547 den Ständeaufstand gegen König Ferdinand I. unterstützt hatte, ging Litomyšl für die Familie Postupice verloren. Neuer Besitzer der Herrschaft Litomyšl wurde der böhmische Oberstkanzler Vratislav von Pernstein, der 1568–1581 durch Giovanni Battista Aostalli und Ulrico Aostalli das heutige Renaissanceschloss errichten ließ. Nachdem 1631 mit Vratislav Eusebius von Pernstein die Pernsteiner im Mannesstamm erloschen, erbte es dessen Schwester Frebonie, die es 1646 ihrem Cousin Wenzel Eusebius von Lobkowicz vererbte. Ab 1649 gehörte es der Adelsfamilie Trauttmansdorff, die das Schloss in der ersten Hälfte des 18. Jahrhunderts durch Franz Maximilian Kaňka im Stil des klassizistischen Barocks umgestalten ließ. 1758 erwarben es die Grafen Waldstein. Georg Josef von Waldstein-Wartenberg veranlasste den Einbau des Schlosstheaters. Letzte Besitzer waren die Fürsten von Thurn und Taxis, die das Schloss 1855 erwarben.

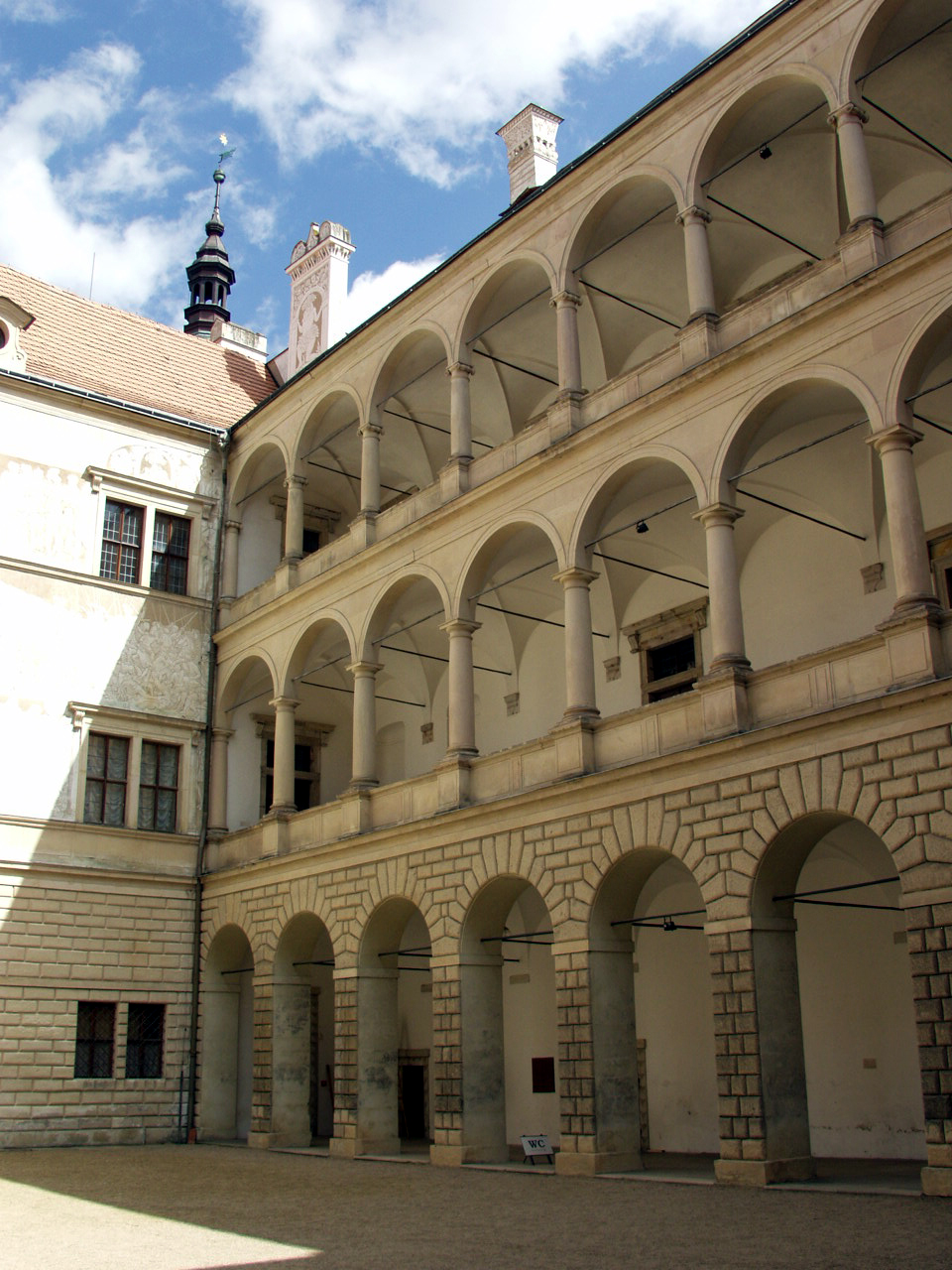
Arkadenhof

Der Komponist Bedřich Smetana, 1824 als Sohn eines Bierbrauers in Litomyšl geboren, hatte seinen ersten öffentlichen Auftritt als Pianist im Theater des Schlosses.
Nach dem Zweiten Weltkrieg wurde das Schloss verstaatlicht und 1962 zum Nationalen Kulturdenkmal erklärt. Seit 1949 findet im Schloss das Opernfestival Smetanová Litomyšl statt. Auf Einladung des damaligen Präsidenten Václav Havel fand 1994 im Schloss ein Treffen von sieben mitteleuropäischen Präsidenten statt. Das gesamte Schlossareal, das in den letzten Jahren umfassend renoviert wurde, gehört seit 1999 zum UNESCO-Welterbe, in dessen Verzeichnis es aufgenommen wurde.

## Außengestaltung

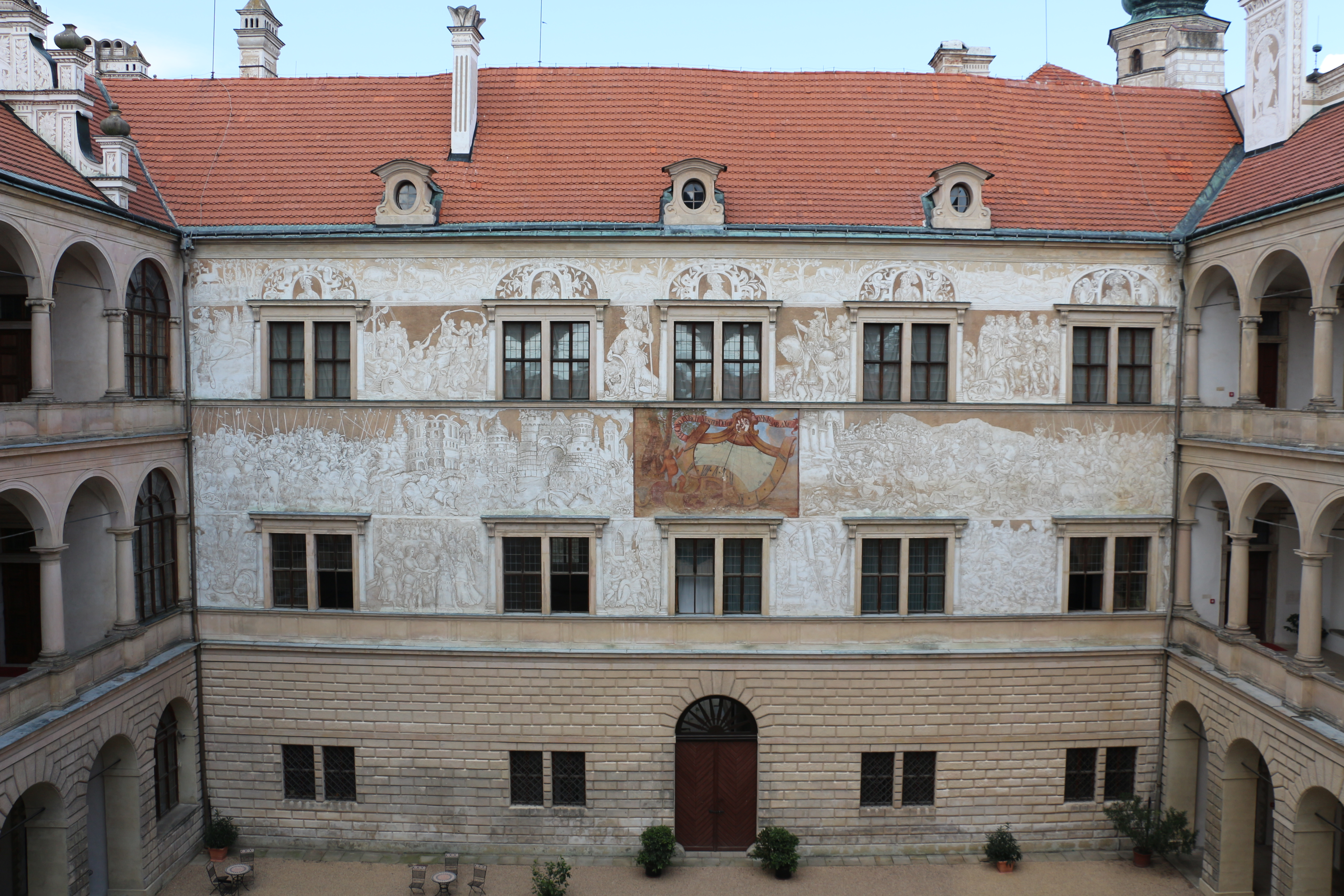
Chiaroscuro-Szenen im Innenhof

Das Sgraffito an den Rustika-Außenwänden schuf Šimon Vlach. Die weitgehend einheitliche Fassade wird von unterschiedlichen Renaissancegiebeln geschmückt und der Südflügel im dritten Geschoss von neun Arkadenbögen unterbrochen. Das Hauptportal ist mit dem pernsteinischen Wappen verziert, das einen Auerochsen mit Nasenring darstellt.
Der Innenhof ist von drei Seiten von einem dreigeschossigen Arkadengang umgeben und die Nordwand mit Chiaroscuro-Verzierungen antiker und biblischer Szenen geschmückt.

## Sehenswürdigkeiten

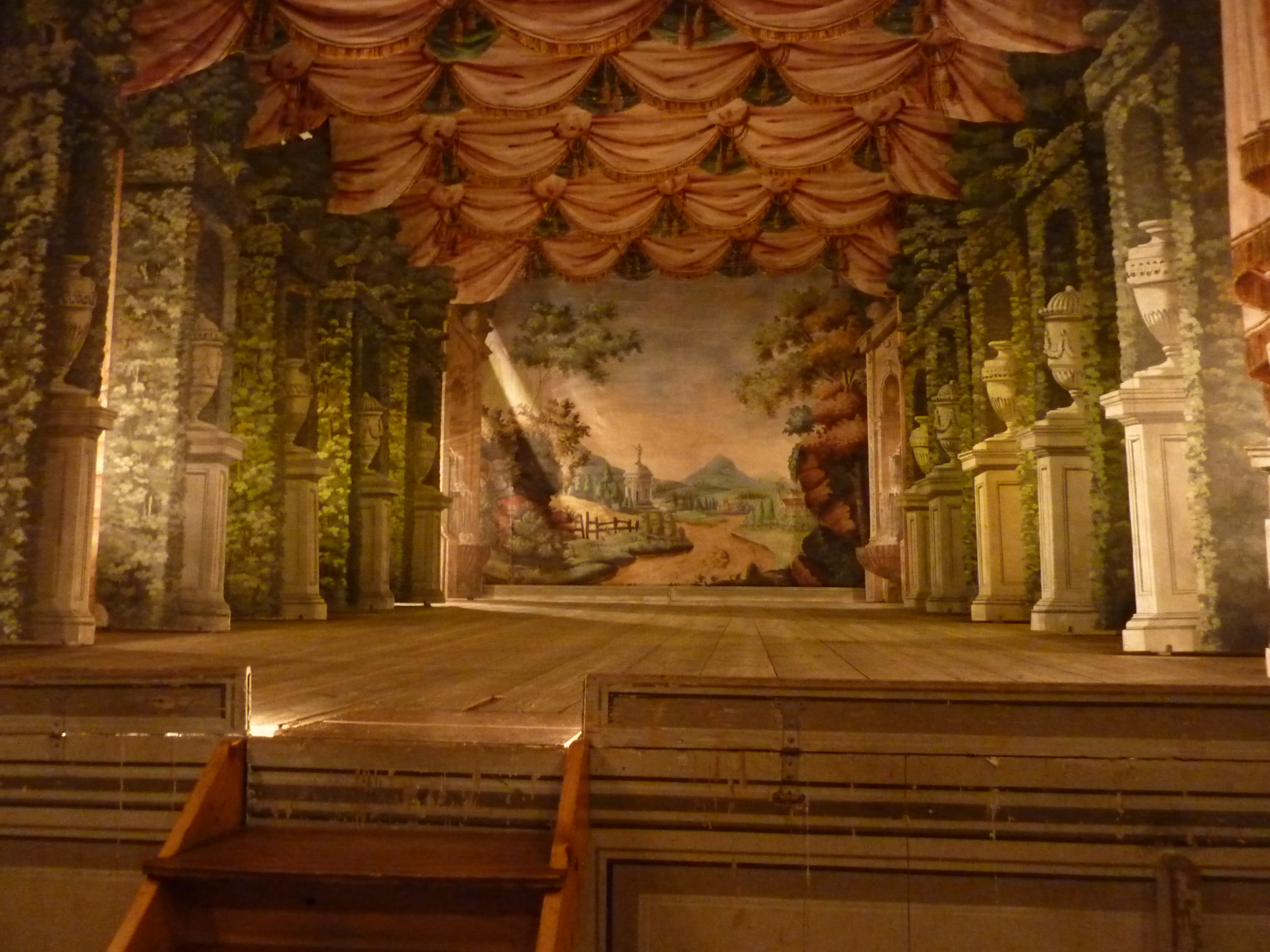
Bühne des Schlosstheaters

- Die rekonstruierten Wohnräume des Schlosses sind mit kostbaren Gemälden und Möbeln ausgestattet.
- Die dem heiligen Michael geweihte Schlosskapelle mit den drei großen Fenstern an der Fassadensüdseite stammt aus der Erbauungszeit.
- Den Schlachtensaal ließ Graf Trauttmansdorff 1730 mit Szenen der Schlachten des Prinzen Eugen von Savoyen schmücken.
- Das Schlosstheater im Erdgeschoss des Westflügels entstand 1796–1797 und wurde durch Dominik Dvořák malerisch ausgestaltet. Es zählt zu den ältesten noch erhaltenen Theatern Mitteleuropas und besitzt die Original-Bühnenbilder und Dekorationen von Joseph Platzer.
- Den Marstall östlich des Schlosses errichtete F. M. Kaňka 1725. Die Roßlenker-Plastik stammt von Matthias Bernhard Braun.
- Dem Schloss gegenüber steht das Gebäude der ehemaligen Schlossbrauerei. Es wurde durch F. M. Kaňka 1730 barockisiert und ist das Geburtshaus des Komponisten Bedřich Smetana.
- Der Schlosspark wurde 1726 durch F. M. Kaňka zu einer barocken Anlage umgestaltet. Ende des 18. Jahrhunderts wurde im Park ein Pavillon errichtet und mit altägyptischen Szenen ausgemalt.